# Forenzična psihologija
Forenzična psihologija se v splošnem ukvarja s psihologijo udeležencev pri kriminalu, predvsem storilcev kaznivih dejanj, pa tudi prič in žrtev kaznivih dejanj.

## Opredelitev
Vključuje zbiranje, preiskovanje in predstavitev dokazov v sodne namene. Po tej definiciji se psihologi ukvarjajo predvsem z dokaznim gradivom, ki je vključeno tudi v delo odvetnikov, tožilcev in sodnikov.
Opredelimo jo lahko tudi kot uporabo psihološkega znanja pri reševanju vprašanj v okviru pravosodja in policije. Na podlagi te opredelitve psihologi delujejo kot svetovalci na sodiščih, v policiji, zaporih in centrih za socialno delo, kar pomeni, da delujejo kot praktiki. Raziskovalci s področja forenzične psihologije pa so zaposleni na akademskih inštitucijah.
Po širši definiciji forenzična psihologija vključuje uporabo psiholoških spoznanj in metod na področju kazenskih, civilnih sodnih in predkazenskih postopkov. Delo forenzičnih psihologov se povezuje z delom sodišč, tožilstva, policije, odvetnikov, zaporov in centrov za socialno delo. Zaposleni so tudi v akademskem okolju, kjer skrbijo za prenos znanstvenih spoznanj v prakso.

## Razvoj forenzične psihologije
Obstaja več opisov razvoja forenzične psihologije, odvisno od nacionalne pripadnosti avtorjev, pripadnosti smerem znotraj psihologije ter spremembe in dopolnitve pravnih norm, saj so zgodovino forenzične psihologije oblikovali tudi psihiatri in pravniki . V začetku je bil na sodiščih zelo pogosto obravnavana tema kleptomanija (sprva poimenovana kot norost kradenja), prvič obravnavana leta 1816.
Z Wundtovo ustanovitvijo psihološkega laboratorija (1879, v Leipzigu) in s tem oblikovanje znanstvene psihologije, je svoj začetek doživela tudi forenzična psihologija in se nato iz Nemčije razširila po Evropi. Kot začetke forenzične psihologije štejemo ravno Wundtove kolege, ki so izvajali raziskave povezane s to panogo. Eden izmed njih je bil Albert Von Schrenk-Nortzing, ki je bil v vlogi forenzičnega psihologa prvi s tem, ko je sodišču pri obravnavi priče umora razložil, da je priča lahko pomešala dejstva, ki jih je videla z dejstvi, ki jih je kasneje prebrala v časopisu. Danes bi to poimenovali učinek zamenjave vira informacij, takrat pa je Schrenk-Nortzing to imenoval retroaktivna poneverba spomina. Tudi James McKeen Cattell se je ukvarjal s forenzično psihologijo preko raziskav o kakovosti spomina očividcev, predvsem o sugestibilnosti in situacijskih dejavnikih, ki vplivajo na pričanje. Omeniti velja tudi Alfred Bineta, ki je o problematiki pričanja razpravljal v knjigi La Suggestibilite in s tem spodbudil razvoj forenzične psihologije tudi v Franciji. O dejavnikih, ki vplivajo na pričanje, je pisal tudi William Stern, sicer izumitelj kratice IQ, ki je preko eksperimenta s študenti v predavalnici  postavil tezo, da intenzivno čustveno doživljanje zniža natančnost spominskega priklica. Na področju razvoja forenzične psihologije je pomemben tudi Hugo Münsterberg, ki velja za prvega vplivnejšega psihologa osredotočenega na pravosodno prakso. Znan je predvsem po svojem sodelovanju s fiziologom pri tožbah flamskih tkalcev, ki so jih stranke tožile zaradi prodaje drugačnega odtenka blaga. Münsterbergovo področje dela je zajemalo tudi problematiko odločanja porote in pričanja očividcev. Nase in na forenzično psihologijo je opozoril s knjigo On the Witness Stand (1904). Karl Marbe je bil leta 1911 v vlogi izvedenca v civilnopravnem postopku. Znotraj primera se je ukvarjal predvsem z reakcijskimi časi v kritičnih okoliščinah. Omeniti je potrebno tudi Williama Marstona, ki je kot Münsterbergov učenec, prispeval k razvoju poligrafa. Kot prvi je bil imenovan za profesorja pravne psihologije in prispeval k uveljavljanju izvedeniškega mnenja. Louis Thurstone je prispeval k začetku razvoja policijske psihologije, podrobneje se je osredotočil na preučevanje inteligentnosti policijskih uslužbencev v ZDA. K avtorjem, ki so pomembno prispevali k razvoju forenzične psihologije, štejemo tudi Sigmunda Freuda, ki je vplival na Theodorja Reika, Ericha Fromma in Carla Gustava Junga. Slednji je znan predvsem po rabi besednih asociacij pri delu z osumljenci. Udo Undeutsch je znan po Analizi veljavnosti izjav, s katero je bilo moč preverjati verodostojnost pričanja žrtev posilstev.

## Smeri forenzične psihologije
Nekatere delitve razlikujejo med forenzično, kriminalistično in policijsko psihologijo, ki vse zahtevajo tudi znanje o psihopatologiji in psihologiji travm. Sestavni del psihološkega sodnega izvedenstva je tudi profiliranje osumljencev, pogajanja z ugrabitelji, izdelovanje izvedenskih mnenj v sodnih obravnavah, intervjuvanje otrok pri zlorabah in podobno.

### Policijska psihologija
Nanaša se na uporabo psiholoških spoznanj pri delu policistov in policije kot organizacije ter raziskovalno delo s preučevanjem duševnih procesov, osebnosti in fizioloških posledic v stresnih situacijah, katerih so policisti deležni. Namen preučevanja je usposabljanje policistov za učinkovitejše delo, soočanje z obremenjujočimi situacijami ter  etično primerno delo z ljudmi.

### Pravna psihologija
Področje pravne psihologije zajema predvsem odločanje glede skrbništva otrok, sestavljanje porote (ne v Sloveniji), presojanje obtoženčeve kompetentnosti razumeti sodne postopke in sprejemanje sodnih odločb glede krivde, višine in oblike kazni, poravnav. V Sloveniji so pravni psihologi zaposleni v centrih za socialno delo ter kot sodni izvedenci.

### Preiskovalna psihologija
Nanaša se na uporabo psiholoških spoznanj, ki omogočajo učinkovitejšo preiskavo.  K temu področju sodijo metode in tehnike: profiliranje, psihološka avtopsija, kognitivni intervju, poligrafiranje, forenzična lingvistika, hipnoza in prepoznava obrazov storilcev kaznivih dejanj,

### Kriminalistična psihologija
Osredotoča se na pojav in razvoj kriminalnega vedenja pri posamezniku, vzroke za slednje ter na odpravljanje neželenih vedenj.

### Psihologija zaporov
Psihologi zaposleni znotraj te smeri, sodelujejo pri izbiri kandidatov za delo v zaporih, izdelavi programov rehabilitacije zapornikov ter evalvaciji teh programov. Načrtujejo tudi protistresne programe za zaposlene, presojajo tveganje sobivanja zapornikov ter predčasnih odpustov.

## Forenzična psihologija v Sloveniji
V Sloveniji je forenzična psihologija vezana predvsem na delo kliničnih psihologov, ki presojajo pojavljanje duševnih motenj, prištevnosti in dodeljevanju skrbništva.
Iz podatkov Ministrstva za pravosodje je za strokovno področje forenzične psihologije možno razbrati, kaj v zadnjem letu zajema delo sodnih izvedencev.

### Poklic forenzičnega psihologa
Z nazivom forenzični psiholog se v Sloveniji redko srečamo. Kot omenjeno, so značilnosti tega poklica zastopane v delu kliničnih psihologov in pa tudi v delu sodnih izvedencev.

## Ocena prištevnosti
Eno najbolj zahtevnih nalog forenzičnega oz. kliničnega psihologa je določanje prištevnosti osebe med kaznivim dejanjem ter tudi med samim sojenjem. Bistveno vprašanje tu je, ali obtoženi duševno motnjo simulira, da bi se izognil kazni. Vloga forenzičnega oz. kliničnega psihologa je, da oceni obtoženega, nato pa v procesu sojenja priča o svojih dognanjih.
V okviru ocene odgovornosti za kaznivo dejanje ter ocene ali se je obtoženi zavedal posledic svojih dejanj, so se psihologi najpogosteje posluževali intervjujev. Pojavile pa so se zahteve po bolj zanesljivih metodah. Ena izmed bolj strukturiranih metod je npr. Rogerjeva lestvica za oceno odgovornosti za kaznivo dejanje (Rogers Criminal Responsibility Assessment Scales, RCRAS). Lestvica poleg drugih področij omogoča oceno kognitivne in vedenjske kontrole ter psihopatologije.
Psiholog se tudi pri pričanju na sodišču sooča z mnogimi izzivi. Zelo verjetno je, da ima tožilstvo lastnega strokovnjaka, ki je najverjetneje prišel do nasprotnih spoznanj. Ameriški avtorji pa poročajo o tem, da v nekaterih primerih psihologom ni dovoljeno dajati mnenja o točno določenem primeru, pač pa jih spodbujajo k podajanju splošnega mnenja.